# Baseboard Management Controller
Ein Baseboard Management Controller (BMC) ist ein spezialisierter Mikrocontroller, der auf der Hauptplatine vieler Computersysteme – insbesondere Servern – eingebettet ist. Der BMC verwaltet im Intelligent Platform Management Interface (IPMI) die Schnittstelle zwischen der Software zum Systemmanagement beziehungsweise zur Hardware.
Über die entsprechenden Sensoren erhält der BMC Daten über Systemparameter wie Temperatur, Umdrehungsgeschwindigkeit der Lüfter, Betriebssystemstatus etc. Der BMC gibt diese Sensorwerte aus und kann über das Netzwerk Alarmmeldungen an den Systemadministrator versenden, falls Parameter ein festgelegtes Intervall verlassen und damit eine Störung des Systems vermuten lassen. Der Administrator kann daraufhin entfernt auf den Rechner zugreifen und beispielsweise einen Neustart vornehmen, falls das Betriebssystem abgestürzt ist.
Als physische Schnittstellen zum BMC dienen SMBusse, eine Konsole über die serielle Schnittstelle, Adress- und Datenleitungen sowie der Intelligent Platform Management Bus (IPMB), durch den der BMC IPMI-Anfragen anderer Management Controller im System bearbeiten kann.
Der BMC kommuniziert mit dem BMC Management Utility (BMU) auf einem Remote Client über IPMI-Protokolle. Der BMU ist typischerweise ein Kommandozeilen-Programm und erfordert gewöhnlich ein Passwort für den Zugang zum BMC. Die Verbindung zum BMC über ein Netzwerk kann dabei auch verschlüsselt vorgenommen werden. Im Falle einer seriellen Datenverbindung wird keine Verschlüsselung eingesetzt, da diese Verbindung bereits als sicher angenommen wird.
Aufgrund der geschlossenen Struktur von BMCs sind Fragen bezüglich deren Sicherheit bis heute weitgehend unbeantwortet.